# Азов, Валерий Григорьевич
Валерий Григорьевич Азов (род. 15 июля 1941, Минск) — советский и российский баянист, народный артист Российской Федерации (1996).

## Биография
Родился 15 июля 1941 года в Минске, Белорусская ССР.
В 1960 году окончил Южно-Уральский государственный институт искусств имени П. И. Чайковского, а в 1965 году — Музыкальном училище имени Гнесиных. Ещё в годы учёбы в 1962 году начал выступать дуэтом со своим однокурсником Олегом Николаевичем Глуховым, создав множество различных аранжировок. Этот дуэт быстро приобрёл широкую известность и просуществовал до 1992 года.
С 1966 года Валерий Григорьевич преподавал на кафедре баяна и аккордеона в Московском государственном институте культуры, а в 1969—1980 годах был солистом Москонцерта. В 1992—1996 годах был художественным руководителем ансамбля «Московское класс-трио», а с 1996 года руководит ансамблем «Всё как прежде».
В 1996 году Валерий Григорьевич был удостоен звания «Народный артист Российской Федерации».
Валерий Григорьевич Азов имеет учёное звание профессора и является академиком Международной академии информатизации.

## Награды
- Народный артист Российской Федерации (30 августа 1996 года) — за большие заслуги в области искусства.
- Заслуженный артист РСФСР (29 января 1986 года)[4].